# Rhésus Roméo

Rhésus Roméo est un téléfilm français réalisé par Philippe Le Guay, diffusé en 1993.

## Synopsis
Joëlle, une jeune femme généreuse, a décidé de faire un don de moelle osseuse pour sauver des vies. Lorsqu'elle apprend qu'un homme a bénéficié de cette greffe, troublée par ce transfert d'une partie d'elle-même, elle entreprend de retrouver le receveur.

## Fiche technique
- Titre : Rhésus Roméo
- Réalisation : Philippe Le Guay
- Scénario : Lou Jeunet et Philippe Le Guay
- Musique : Jorge Arriagada
- Photographie : Pierre Novion
- Son : Pierre Donnadieu
- Montage : Denise de Casabianca
- Production : Jean-François Lepetit
- Société de production : Flach Film, Canal+, La Sept-Arte
- Pays d'origine : France
- Format : Couleurs
- Genre : Comédie dramatique
- Durée : 99 minutes
- Date de diffusion : 12 janvier 1993 sur Canal+

## Distribution
- Isabelle Pasco : Joëlle
- Anthony Delon : Arnaud
- Philippe Clévenot : Le Pr Thibaud
- Judith Magre : Roselyne
- Patrick Lizana : Jeff
- Karin Viard : Anne-Victoire
- Laurence Côte : Myra
- Philippe Laudenbach